# Kanomp Uhel
 (février 2021).
La mise en forme du texte ne suit pas les recommandations de Wikipédia : il faut le « wikifier ».
Les points d'amélioration suivants sont les cas les plus fréquents :
- Les titres sont pré-formatés par le logiciel. Ils ne sont ni en capitales, ni en gras.
- Le texte ne doit pas être écrit en capitales (les noms de famille non plus), ni en gras, ni en italique, ni en « petit »…
- Le gras n'est utilisé que pour surligner le titre de l'article dans l'introduction, une seule fois.
- L'italique est rarement utilisé : mots en langue étrangère, titres d'œuvres, noms de bateaux, etc.
- Les citations ne sont pas en italique mais en corps de texte normal. Elles sont entourées par des guillemets français : « et ».
- Les listes à puces sont à éviter, des paragraphes rédigés étant largement préférés. Les tableaux sont à réserver à la présentation de données structurées (résultats, etc.).
- Les appels de note de bas de page (petits chiffres en exposant, introduits par l'outil «  Source ») sont à placer entre la fin de phrase et le point final[comme ça].
- Les liens internes (vers d'autres articles de Wikipédia) sont à choisir avec parcimonie. Créez des liens vers des articles approfondissant le sujet. Les termes génériques sans rapport avec le sujet sont à éviter, ainsi que les répétitions de liens vers un même terme.
- Les liens externes sont à placer uniquement dans une section « Liens externes », à la fin de l'article. Ces liens sont à choisir avec parcimonie suivant les règles définies. Si un lien sert de source à l'article, son insertion dans le texte est à faire par les notes de bas de page.
- La présentation des références doit suivre les conventions bibliographiques. Il est recommandé d'utiliser les modèles {{Ouvrage}}, {{Chapitre}}, {{Article}}, {{Lien web}} et/ou {{Bibliographie}}. Le mode d'édition visuel peut mettre en forme automatiquement les références.
- Insérer une infobox (cadre d'informations à droite) n'est pas obligatoire pour parachever la mise en page.

Pour une aide détaillée, merci de consulter Aide:Wikification.
Si vous pensez que ces points ont été résolus, vous pouvez retirer ce bandeau et améliorer la mise en forme d'un autre article.
 (janvier 2021).
Si vous disposez d'ouvrages ou d'articles de référence ou si vous connaissez des sites web de qualité traitant du thème abordé ici, merci de compléter l'article en donnant les références utiles à sa vérifiabilité et en les liant à la section « Notes et références ».
Kanomp Uhel, devenu  Kanomp Uhel ! dans les rééditions les plus récentes, est un recueil de chansons populaires en Bretagne édité pour la première fois en 1957 par l'association Kendalc'h. Ce livre présente la mélodie des chansons et un ensemble de couplets. Les chansons sont en breton ou en français. Il contient des chansons traditionnelles anonymes et des compositions dont l'auteur est connu. Ce livre a été édité plusieurs fois avec des évolutions dans son contenu.
Kanomp uhel signifie en breton : chantons fort.

## 1957
La première édition date de janvier 1957. Elle est précédée d'une note qui précise : « Un certain nombre de ces chants ont été pris dans le recueil Chansons populaires du pays de Vannes, de Loeiz Herrieu (...) les textes bretons de ce recueil ont été transcrits dans la nouvelle orthographe. »
Elle est préfacée en français par Pierre-Jakez Hélias. Elle contient, dans l'ordre, 24 chansons en breton et 14 chansons en français et se termine par un chant en breton : Kenavo.

## 1975
L'édition de 1975 commence par une note qui précise : « Un certain nombre de ces chants ont été pris dans le recueil Chansons populaires du pays de Vannes de Loeiz HERRIEU, avec l'autorisation de Mme Herrieu. » La préface est toujours de Per-Jakez Hélias.
Le carnet mesure 17 x 13 cm. À l’intérieur se trouvent :
- 24 chansons en breton :
  - Bro goz
  - Kendalhom
  - Bro on Tadou
  - Gwir Vretoned
  - An alarh
  - Gwin ar Hallaoued
  - Bale Cadoudal
  - Kabiten Sant-Malo
  - Bannielou Lambaol
  - War bont an Naoned
  - Dimeet me mamm
  - Alhwez an eurusted
  - An teir seienn
  - Ma Fransez
  - Me a zavo eun dourell
  - Er bugul
  - Son ar hafe
  - Ha penaoz ober krampouez
  - Kan an dud a vor
  - En em unanom
  - Gres mad Pier
  - Toutouig
  - Kemerom an hent treuz
  - Ar haz koad

- 17 chansons en français :
  - Je vais me marier
  - Foer Branderion
  - Les gars de Saint-Eloi
  - J'ai une bonne amie à Quimperlé
  - Pigouli-Pigoulin
  - Pelot de Betton
  - Trois garçons de nos villages
  - Les buans de Noa
  - Le mois de mai
  - Bal de Jugon
  - A la cour du palais
  - Les marins de Groix
  - Déjà mal mariée
  - Plantons le romarin
  - Mon père a fait faire un bateau
  - Quand la bergère s'en va-t-aux champs
  - Rossignolet sauvage

- La dernière chanson en breton :
  - Kenavo

## 1991
Le recueil s'intitule désormais Kanomp Uhel ! Il est édité par la Coop Breizh sous le n°  (ISBN 2-903708-05-3).
La préface de Per-Jakez Hélias a été remplacée par une courte préface non signée qui remercie les auteurs ayant autorisé la publication de leurs chansons, ainsi que les auteurs anonymes et les collecteurs de chants. Le format du livre s'allonge à 21 x 10,5 cm. Cette édition contient les chants suivants dans l'ordre :
- 22 chants en breton :
  - Bro gozh ma zadou
  - Gwin ar c'hallaoued
  - An alarc'h
  - Bale Kadoudal
  - Gwir Vretoned
  - Kan bale an A.R.B.
  - Keleier Plogoñv
  - Gwerz ar vezhinaerien
  - Marv eo ma mestrez
  - Me zo ganet e kreiz ar mor
  - Toutouig
  - An teir seizenn
  - Son ar c'hafe
  - ’Mañ Frañsez
  - Grasoù mat Pier
  - Kabiten Sant Maloù
  - Bannieloù Lampaol
  - War bont an Naoned
  - Metig
  - Tri martolod
  - Son ar sistr
  - Pardon Spezed

- 21 chants en français :
  - Foar ar branderion (refrain en breton)
  - J’ai une bonne amie à Quimperlé
  - Pigouli pigoulin
  - Pelot de Betton
  - Bal de Jugon
  - À la cour du palais
  - Déjà mal mariée
  - La jument de Michao
  - Bergère, allons doux et doux
  - Y a ‘cor dix filles à Questembert
  - Mon père a 'cor dix tonnes
  - Ma jument Hippoline
  - La complainte de Jean Quémeneur
  - Jean-François de Nantes
  - Les marins de Groix
  - Quinze marins
  - Loguivy de la mer
  - Venise et Bretagne
  - Kerouze
  - Kaoc'h ki du
  - La blanche hermine
- Le dernier chant en breton :
  - Kenavo

Le livre est réédité en 1997 avec une nouvelle couverture.